# The Royal Way
The Royal Way (en coreano: 왕도 (王道), romanizado: Wang Do) es un drama histórico emitido en KBS en 1991 centrado en la vida de Hong Guk-young, quien goza del poder absoluto que posee durante el reinado del Rey Jeongjo de la Dinastía Joseon. Aunque el primer episodio llamó la atención por el desarrollo vertiginoso de la historia, daba la impresión de que la gran trama de la historia estaba dispersa y estirada, reduciendo el interés dramático. Fue basado en la versión original de Yoo Hyun-jong, que se serializó en el Chosun Ilbo,